# Sulfapreparaten

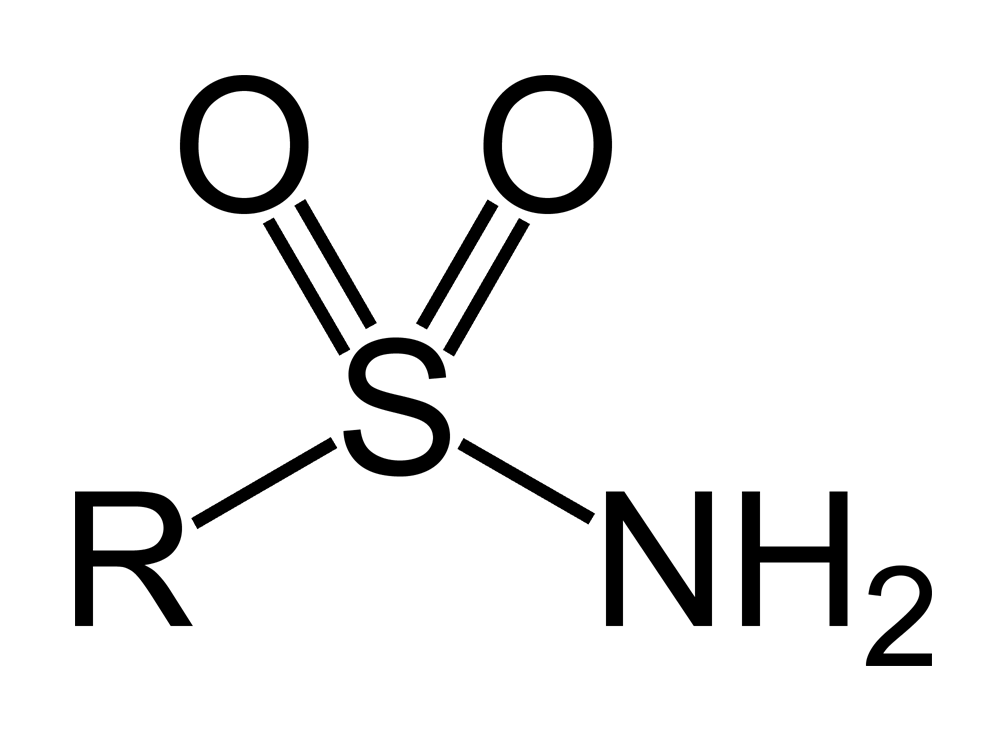
Molecuulstructuur van de sulfonamide-groep

Een sulfapreparaat is een medicijn. Het is een stof met een sulfonamide-groep, (SO2NH2). Sulfapreparaten worden vooral onderscheiden omdat overgevoeligheidsreacties tegen deze stoffen relatief vaak optreden. Daarbij zijn kruisreacties niet zeldzaam, zodat patiënten vaak op meerdere sulfonamiden tegelijk reageren.
Sulfonamiden worden onderverdeeld in:
- antibiotica: deze bevatten naast een sulfonamideverbinding ook een arylaminegroep. Voorbeelden:
  - Sulfametoxazol (samen met trimethoprim in co-trimoxazol)
  - Sulfadiazine (samen met zilver in zilversulfadiazine)
  - Sulfapyridine (tegen ziekte van Crohn, gegeven als sulfasalazine).
- niet-antibiotica: deze bevatten geen arylaminegroep. Voorbeelden:
  - Furosemide (diureticum)
  - Hydrochloorthiazide (diureticum)
  - Celecoxib (pijnstiller)
  - Sumatriptan (tegen migraine)

Dapson (diaminodifenylsulfon) is een sulfon in plaats van een sulfonamide, maar heeft wel soortgelijke bijwerkingen. Vele andere geneesmiddelen bevatten zwavel(=sulfur)atomen of sulfaat- of sulfietgroepen, maar dit zijn geen sulfapreparaten.